# Imam Arifin
Muhammad Imam Arifin (16 december 1995) is een Indonesisch wielrenner die anno 2018 rijdt voor KFC Cycling Team.

## Carrière
In 2017 won Arifin de tweede etappe in de Ronde van Flores, door na 142,8 kilometer de sprint van een kleine groep te winnen. Na zes etappes eindigde de Indonesiër op de vierde plaats in het algemeen klassement, ruim tien minuten achter winnaar Thomas Lebas. In november van dat jaar stong Arifin aan de start van de Ronde van Singkarak. In zowel de zesde als de zevende etappe was hij de snelste van de een kleine groep renners, waardoor hij twee overwinningen op zijn palmares mocht bijschrijven. In het puntenklassement werd hij tweede, met een achterstand van twintig punten op Robert Müller.

## Overwinningen
2017
2e etappe Ronde van Flores
6e en 7e etappe Ronde van Singkarak

## Ploegen
- 2017 –  KFC Cycling Team
- 2018 –  KFC Cycling Team

Abdurrohman · Ali · Arifin · Gani · Hibatullah · Hidayat · Juangga · Sahbana · Setiawan